# 7 Secondes (film)
Pour la bande dessinée, voir 7 Secondes.
Pour plus de détails, voir Fiche technique et Distribution.
7 Secondes (7 Seconds) est un film américain réalisé par Simon Fellows, sorti directement en DVD en 2005.

## Synopsis
John Tuliver et son équipe forment un gang de voleurs réputés. Lors d'un braquage de fourgon blindé en Roumanie, ils sont trahis par un des leurs à la solde de la mafia locale dirigée par Sergei (Martin Wheeler) et l'affrontement tourne à l'avantage de ce dernier. L'équipe est décimée et de nombreux policiers arrivés sur les lieux tombent également.
Tuliver parvient à s'enfuir avec un tableau inestimable et à le cacher. Sergei se sert alors de membres de son équipe encore en vie pour faire pression sur Tuliver afin de récupérer la précieuse toile. Cependant, la police le traque car elle le tient pour responsable de la mort d'un des leurs.

## Fiche technique
- Titre : 7 Secondes
- Titre original : 7 Seconds
- Réalisation : Simon Fellows
- Scénario : Martin Wheeler
- Décors : Christian Niculescu
- Photographie : Simon Fellows
- Montage : Kant Pan
- Musique : Barry Taylor
- Production : Donald Kushner, Vlad Paunescu, Andrew Stevens et Pierre Spengler
- Société de distribution : Sony Pictures
- Pays d'origine :  États-Unis
- Langue originale : anglais
- Genre : Thriller
- Durée : 101 minutes
- Dates de sortie :
  -  États-Unis : 28 juin 2005 (sorti directement en DVD)
  -  France : 1er novembre 2005 (sorti directement en DVD)

## Distribution
- Wesley Snipes (VF : Thierry Desroses) : John Tuliver
- Rozita Mutuliga : Cheffa des limaces
- Tamzin Outhwaite (VF : Virginie Ledieu) : Kelly Anders
- Deobia Oparei (VF : Jean-Jacques Nervest) : Spanky
- Georgina Rylance : Suza
- Pete Lee-Wilson (en) (VF : Jérôme Pauwels) : Alexsie Kutchinov
- Sergei Soric (VF : Bruno Dubernat) : Mikhaïl Mercea
- Andrei Ionescu (VF : Pascal Casanova) : Frank « Bull » Mercea
- Elias Ferkin : le coursier n°1
- Bogdan Farkas : le coursier n°2
- Tomi Cristin : le capitaine Szabo
- Adrian Lukis (VF : Philippe Dumond) : Vanderbrink
- Adrian Pintea (en) (VF : Denis Boileau) : Grapini
- Stephen Boxer (en) : le capitaine de police
- Corey Johnson : le lieutenant Tool
- George Anton : le soldat Banner
- Tamer Hassan : Rahood, l'homme de main de Kutchinov
- Lisa Lovbrand : la veuve de « Bull »
- Dan Badarau : Dr. Franz Gustav
- William Armstrong : Major Wilson
- Martin Wheeler : Cole

Source et légende : version française (VF) sur AlloDoublage

## Production
Le film a été tourné à Bucarest, en Roumanie.